# Lac Blanc (Ukraine)
Pour les articles homonymes, voir Lac Blanc et Blanc (homonymie).
Le lac Blanc (en ukrainien : Біле озеро) est un lac du raïon de Varach dans l'oblast de Rivne, en Ukraine, il est inclus dans un système de protection celle de la réserve naturelle de Rivne.
De forme presque ronde, il a un diamètre de 2,5 km et une profondeur maximale en entonnoir de 26 m, un second entonnoir est profond de 22 m. C'est le deuxième lac en taille après le lac Nobel.
Il est formé par une moraine de 1,5 km de long par 12 m de haut en sable et silex.
C'est une zone protégée Ramsar et WDPA créée le 24 décembre 2013, zone qui comprend aussi le marais de Koza Berezina.